# Orazio Giovanelli
Orazio Giovanelli (Cavalese, 1590 circa – Cavalese, 1640 circa) è stato un pittore della Val di Fiemme.

## Biografia
Nato tra il 1586 e il 1592 da Alessandro, notaio e vicario vescovile, e da una altrimenti sconosciuta Chiesure di Carano, ebbe il primo approccio con il tardo manierismo veneto grazie a Francesco Frigimelica il vecchio, Andrea Vicentino, Felice Brusasorzi, ma soprattutto grazie all'esperienza di Martino Teofilo Polacco. Durante il soggiorno a Venezia, negli anni tra il 1614 e il 1628, conobbe Jacopo Palma il Giovane, a cui si ispirò nella sua attività.
Testimonianze delle sue opere d'arte vanno individuate nel gonfalone, raffigurante da un lato un Santo vescovo, dall'altro S. Simone e S. Francesco, e nella pala d'altare con la Madonna, il Bambino e le ss. Agata e Lucia (entrambi risalenti alla fine del secondo decennio del Seicento). Del terzo decennio risalgono invece la pala Adorazione dei pastori e la Madonna col Bambino e i ss. Valentino, Vito e Giovanni Battista, una tela con S. Giovanni Battista, la pala ritraente i Biagio e Sebastiano, conservata nella parrocchiale di Trodena, e un affresco con la Sacra Famiglia. All'ultimo periodo di attività è possibile ricondurre la Madonna col Bambino e i ss. Cecilia, Andrea e Francesco, già nella chiesa di Mattarello e ora nel museo diocesano tridentino.
Morì, probabilmente a Cavalese, tra il 1639 e il 1640.